# Holle (Hildesheim)
Holle is een gemeente in de Duitse deelstaat Nedersaksen, en maakt deel uit van het Landkreis Hildesheim. Holle telt 7.013 inwoners.

## Indeling van de gemeente
| Ortsteil              | Aantal inwoners |
| --------------------- | --------------- |
| Holle                 | 2771            |
| Sottrum               | 834             |
| Grasdorf              | 771             |
| Heersum               | 673             |
| Sillium               | 639             |
| Derneburg             | 559             |
| Hackenstedt           | 441             |
| Luttrum               | 325             |
| Henneckenrode         | 51              |
| Söder                 | 32              |
| Totaal gemeente Holle | 7.096           |

1. ↑  incl. Ortsteil Wohldenberg
2. ↑  incl. Ortsteil Astenbeck

(Stand: 31  juli 2021)
- Gemeinsame Normdatei: 4025626-1
- Library of Congress Control Number: n97007449
- Nationale Bibliotheek van Israël: 987007537965505171
- Virtual International Authority File: 142066267
- WorldCat: E39PBJjMG3K7k8TmyqtKWGPhHC

Adenstedt ·
Alfeld (Leine) ·
Algermissen ·
Almstedt ·
Bad Salzdetfurth ·
Banteln ·
Betheln ·
Bockenem ·
Brüggen ·
Coppengrave ·
Despetal ·
Diekholzen ·
Duingen ·
Eberholzen ·
Eime ·
Elze ·
Everode ·
Freden (Leine) ·
Giesen ·
Gronau (Leine) ·
Harbarnsen ·
Harsum ·
Hildesheim ·
Holle ·
Hoyershausen ·
Lamspringe ·
Landwehr ·
Marienhagen ·
Neuhof ·
Nordstemmen ·
Rheden ·
Sarstedt ·
Schellerten ·
Sehlem ·
Sibbesse ·
Söhlde ·
Weenzen ·
Westfeld ·
Winzenburg ·
Woltershausen